# Schloßbrauerei Schwarzbach

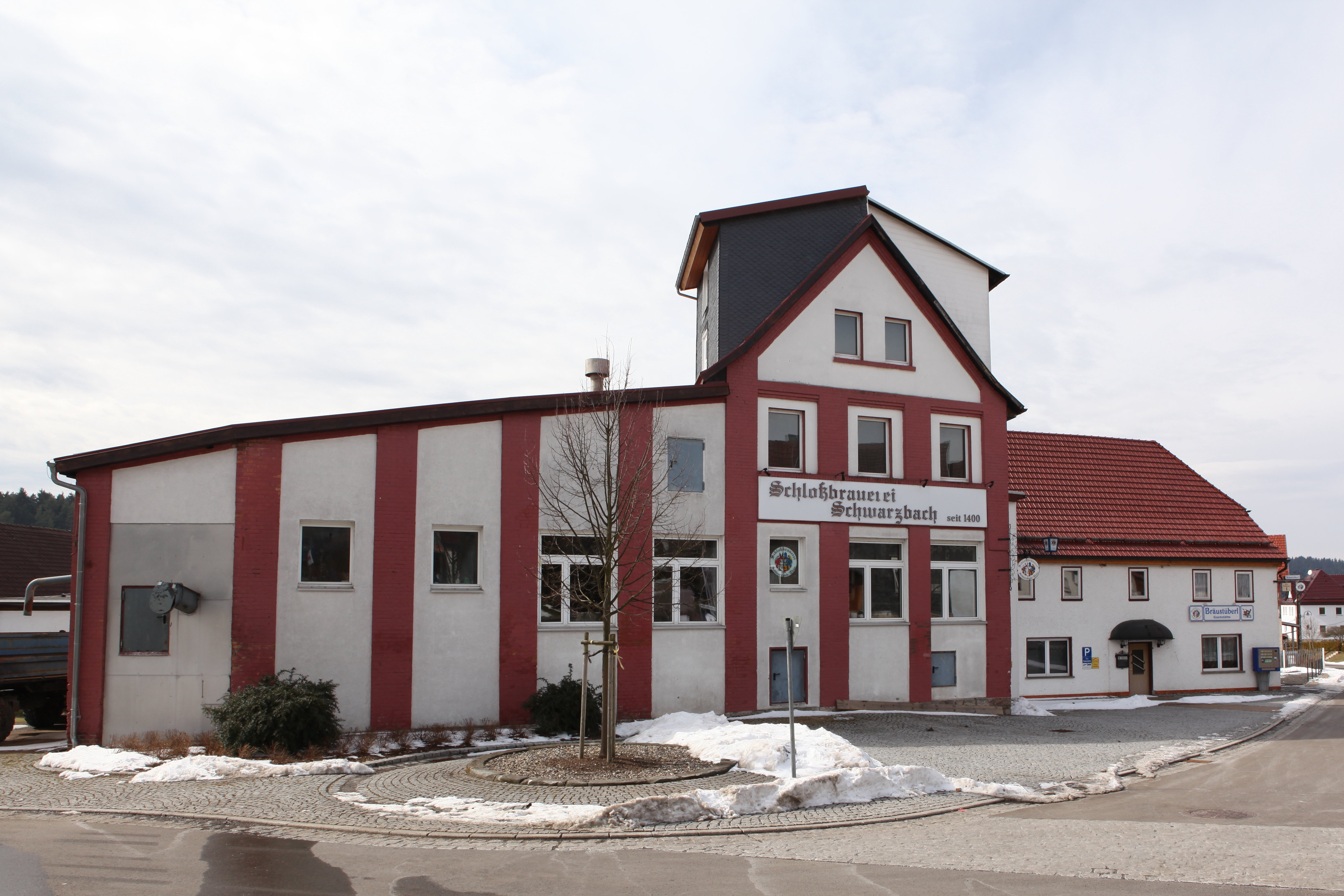
Schloßbrauerei Schwarzbach (2013)

Die Schloßbrauerei Schwarzbach ist eine GmbH und laut Selbstdarstellung die älteste Brauerei des Thüringer Waldes und beruft sich dabei auf eine zuerst 1400 urkundlich belegte Brautradition in Auengrund-Schwarzbach. Der Bau eines Brauhauses ist für 1720 belegt. Die Brauerei hat durch ihre Spezialitäten Raubritter Dunkel (ein Schwarzbier) und Sonnen-Weiße (das einzige in der Region gebraute Weizenbier) regionale Bekanntheit in Thüringen und Franken. Darüber hinaus werden helles Bier (Pils), ein dunkles Doppel-Karamel, als eine Nährbier-Variante mit wenig Alkohol (1,9 %), Zucker und Hefe, ein Bockbier gebraut sowie verschiedene Limonaden abgefüllt.
Die Brauerei investierte 2024 in eine neue Anlage zur Flaschenreinigung.